# 阿拉腾奥勒
阿拉腾奥勒（1942年9月30日—2011年8月11日），蒙古族，内蒙古哲里木盟科尔沁左翼后旗人，中国作曲家，内蒙古音乐家协会第五届主席、内蒙古音乐家协会终身名誉主席。毕业于天津音乐学院作曲系。阿拉腾奥勒创作声乐作品近千首、器乐作品近百部。他的主要作品有《敬祝毛主席万寿无疆》《美丽的草原我的家》等。阿拉腾奥勒是中国共产党党员，曾任中国音乐家协会理事、中国人民政治协商会议内蒙古自治区委员会委员。

## 生平
1942年9月30日（农历八月二十一日），阿拉腾奥勒出生在内蒙古科尔沁草原上的哲里木盟科尔沁左翼后旗（今中华人民共和国内蒙古自治区通辽市科尔沁左翼后旗），他名字的意思是“金山”。1956年，阿拉腾奥勒考入呼和浩特第二师范学校。1957年，15岁的阿拉腾奥勒写出了处女作《送肥歌》。1960年，阿拉腾奥勒考入内蒙古艺术学校作曲班，师从作曲家辛沪光学习作曲理论。同时，他还跟着马头琴手色拉西、民间歌手铁钢学马头琴和蒙古族民乐。1962年，因为成绩优秀，阿拉腾奥勒得以保送到天津音乐学院附属中学，师从陈齐丽。1964年，阿拉腾奥勒又考入天津音乐学院作曲系，跟许勇三、张筠青学习作曲。1967年，尚未毕业的阿拉腾奥勒创作了《敬祝毛主席万寿无疆》，歌曲带有浓厚的蒙古族气息。这首歌本来是为内蒙古自治区的一台歌舞晚会所作，晚会因故没能公演，但歌曲在中国广泛流传，阿拉腾奥勒因此一举成名。
1968年，阿拉腾奥勒毕业，被分配到河北省束鹿县京剧团工作，担任指挥、乐队队长。1971年，阿拉腾奥勒调到内蒙古广播电视艺术团工作，先后担任作曲、副团长、艺术总监。1973年和1978年，阿拉腾奥勒两次到上海音乐学院作曲系进修，跟丁善德、桑桐、陈铭志、施咏康、瞿维等人学习作曲。
1977年，阿拉腾奥勒创作了《美丽的草原我的家》。这首歌与《敬祝毛主席万寿无疆》是他最重要的两首歌。《美丽的草原我的家》最初版本的曲作者并不是阿拉腾奥勒。1977年，内蒙古军区文工团的词作家火华为全军文艺汇演创作了《美丽的草原我的家》的歌词，时任内蒙古军区文工团副团长阿民布和作曲，女高音王焕凤在汇演上唱了这首歌。歌曲较短。由于时代原因，歌词里还有“高压电线云中走”、“大庆大寨无限好”等等内容。演出之后，并没有多大影响。不久，火华结识了阿拉腾奥勒，阿拉腾奥勒觉得火华的这部歌词非常出色。在上海音乐学院进修期间，阿拉腾奥勒完成了《美丽的草原我的家》的作曲。这首歌曲带有蒙古族民间风格，但并未直接使用民歌旋律。1978年初，上海音乐学院声乐系大四学生女中音马志铮希望阿拉腾奥勒能给她找一首蒙古族风情的歌曲，阿拉腾奥勒就把《美丽的草原我的家》给了她。不过，马志铮只是在校内唱了这首歌。这首歌经德德玛公开演唱后在中国走红。一次演出后，有观众向德德玛建议去掉“高压电线云中走”、“大庆大寨无限好”等政治性内容。德德玛与火华商量后，将歌词改为现今的模样。
1987年，阿拉腾奥勒评上了一级作曲职称。他创作的声乐作品接近一千首，创作的器乐作品接近百部。此外，他还为影视作品、舞蹈、广播剧创作了很多音乐。1993年10月，阿拉腾奥勒开始享受国务院政府特殊津贴。2007年，内蒙古音乐家协会授予他“内蒙古自治区杰出作曲家”荣誉称号。2008年，阿拉腾奥勒获得内蒙古自治区第五届“萨日纳”杰出贡献奖。2009年，内蒙古自治区党委、人民政府授予他内蒙古自治区文学艺术杰出贡献奖金质奖章。同年，阿拉腾奥勒创作的《白杨树》获得内蒙古自治区五个一工程优秀作品奖。
阿拉腾奥勒晚年仍然坚持创作，但作品不多。他还外出讲课、推广蒙古族音乐。1999年，阿拉腾奥勒心脏病发作，两年后在北京接受了心脏搭桥手术。之后数年，在妻子照料下，他的身体一直不错。2011年8月11日凌晨2时30分左右，阿拉腾奥勒因心脏病突发在呼和浩特的家中去世，享年69岁。2012年10月13日，呼和浩特市古林人文纪念园人文之林举行了阿拉腾奥勒骨灰安葬暨纪念碑揭幕仪式。

## 作品
阿拉腾奥勒创作了近千首声乐作品，几十部器乐作品。其作品多取材于家乡、草原，旋律的民族特色浓郁。除了《敬祝毛主席万寿无疆》和《美丽的草原我的家》，他的创作的声乐作品还有《请喝一碗马奶酒》、《草原的篝火》、《金色的沙漠上》、《献给母亲的歌》等。创作的主要器乐作品有马头琴小提琴钢琴三重奏《布尔特其诺瓦的故乡》、《乌力格尔主题随想曲》等。此外，他还为影视作品、舞蹈、广播剧写了不少音乐，如电影组曲《沙漠的春天》。

## 家庭
阿拉腾奥勒的妻子王素者为汉族，河北人。阿拉腾奥勒有一子一女，儿子科尔沁夫也是音乐人，女儿名叫包晓云。